# Michael Franco
Michael Franco (Fountain Valley, 29 luglio 1987) è un pugile statunitense.
Soprannominato Lil Warrior, ha un record attuale di 15-0, con 10 successi prima del limite.